# Museo de Sitio Bodega y Quadra
El Museo de Sitio Bodega y Quadra es un museo ubicado en el Centro de Lima que permite conocer el modo de vida de la sociedad limeña durante las épocas virreinal y republicana.

## Historia
El espacio museístico ha sido acondicionado en una antigua carnicería y matadero de inicios del siglo XVII, cuyos últimos propietarios fueron la familia Bodega y Quadra y Mollinedo. Estas instalaciones fueron descubiertas durante las excavaciones para la construcción de un edificio en el año 2005. En 2012 el Ministerio de Cultura promovió la creación del museo respetando la arquitectura de la antigua casa colonial y sus cimientos.

## Colección
El museo está dividido en siete salas. En una de ellas se exhiben audiovisuales e imágenes de uno de los miembros más importantes de la familia propietaria, el marino y explorador peruano Juan Francisco de la Bodega y Quadra. En otro ambiente se exponen objetos cotidianos encontrados durante las excavaciones, como porcelana china y panameña, candelabros y cubertería. En otra de las salas se han preservado objetos relacionados al trabajo en madera y cuero. También se encuentra un muro de piedras al final de las ruinas, la cual se construyó como muro de protección ante el río Rimac.
<ref=:0" />